# Patshull
Patshull var en civil parish fram till 1986 när den uppgick i Pattingham and Patshull, i distriktet South Staffordshire, i grevskapet Staffordshire i England. Civil parish var belägen 25 km från Stafford och hade 154 invånare år 1961. Byn nämndes i Domedagsboken (Domesday Book) år 1086, och kallades då Pecleshella.